# Rezerwat przyrody Kadzielnia
Rezerwat przyrody Kadzielnia – ścisły rezerwat przyrody nieożywionej znajdujący się na terenie miasta Kielce w województwie świętokrzyskim (między ulicami: Krakowska, Gagarina, Al. Legionów i Pakosz). Obejmuje on Skałkę Geologów, czyli najwyższą część wzgórza Kadzielnia (295 m n.p.m.) należącego do Pasma Kadzielniańskiego przebiegającego w południowej i zachodniej części Kielc.
- Powierzchnia: 0,60 ha (jeden z najmniejszych rezerwatów w Polsce), planowane powiększenie do 2,4 ha
- Data utworzenia: 26 stycznia 1962
- Dokument powołujący: Zarządzenie Ministra Leśnictwa i Przemysłu Drzewnego z dnia 26 stycznia 1962 r. (M.P. nr 30, poz. 134)
- Numer ewidencyjny WKP: 030
- Charakter rezerwatu: ścisły
- Cel ochrony: zachowanie ze względów naukowych, dydaktycznych i krajobrazowych grupy skał wapiennych o malowniczym kształtowaniu, z żyłami kalcytu i stanowiskiem rzadkich roślin, szczególnie ze względu na niezwykle cenne znaleziska paleontologiczne[1].

Skalne wzgórze Kadzielni zbudowane jest z wapieni górnodewońskich, głównie franu, a w wyższej części także famenu. Występują tu liczne skamieniałości koralowców, stromatoporoidów, trylobitów, łodzikowatych i innych zwierząt morskich sprzed 350 mln lat. Do cenniejszych znalezisk paleontologicznych należą ryby pancerne.
Można tu zaobserwować liczne zjawiska tektoniczne, mineralizacyjne i krasowe. Zachodzące w przeszłości procesy tektoniczne doprowadziły tu do powstania spękań, w których wykrystalizowały liczne minerały, w tym żyły kalcytu, skupiska barytu oraz rud ołowiu (galeny) i miedzi. Do zjawisk krasowych należą m.in. różne formy lapiazu, jaskinie i leje krasowe. W Skałce Geologów, na skutek dawnej eksploatacji, został wypreparowany przekrój jednego z takich lejów, wypełnionego wtórnie młodszymi osadami, głównie iłami i piaskami. Wyróżnia się on czerwoną i żółtawą barwą na tle szarych skał wapiennych. Spośród kilkunastu niewielkich jaskiń, znajdujących się na terenie rezerwatu, w Skałce Geologów, najdłuższymi są: Jaskinia Jeleniowska, Jaskinia Zawaliskowa, Jaskinia Urwista na Kadzielni, Komin Geologów i Jaskinia za Filarem.
Tuż obok rezerwatu, we wschodniej ścianie wyrobiska kamieniołomu, znajduje się udostępniona do zwiedzania w 2012 roku Podziemna Trasa Turystyczna, na którą składają się połączone jaskinie: Odkrywców, Prochownia oraz Szczelina na Kadzielni.
Skały porasta charakterystyczna roślinność naskalna, m.in. rojnik pospolity.
Rezerwat wraz z pozostałą częścią dawnego kamieniołomu wchodzi w skład Geoparku Kielce i leży w granicach Kieleckiego Obszaru Chronionego Krajobrazu.
Przez rezerwat przechodzi  czerwony szlak miejski prowadzący przez zabytkowe i ciekawe turystycznie miejsca Kielc. Można tu także dojść miejskimi szlakami spacerowymi koloru niebieskiego i zielonego, które zaczynają się na Placu Artystów.
Rezerwat „Kadzielnia” został także wpisany do rejestru zabytków nieruchomych (nr rej.: A.334 z 25.05.1946 i z 15.02.1967).